# USS LST-179
O USS LST-179 foi um navio de guerra norte-americano da classe LST que operou durante a Segunda Guerra Mundial.
Participou da libertação das Ilhas Gilbert no Pacífico entre os dias 13 de novembro até 8 de dezembro de 1943.
Afundou em West Loch, Pearl Harbor quanto a munição a bordo do USS LST-353 esplodiu.